# Etterungatjärnen
Etterungatjärnen är en sjö i Ovanåkers kommun i Hälsingland och ingår i Dalälvens huvudavrinningsområde. Sjöns area är 0,05 kvadratkilometer och den är belägen 377 meter över havet.